# Intel-4-Serie

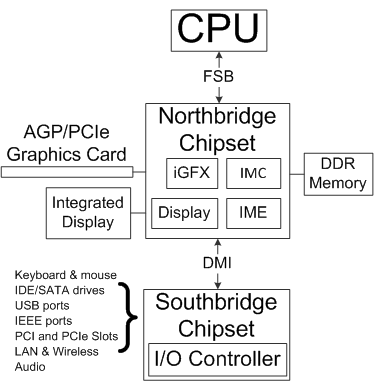
Architektur der Intel-4-Serie

Die Intel-4-Serie ist eine Mainboard-Chipsatzserie der Firma Intel Corporation. Dabei handelt es sich um den Nachfolger der Intel-3-Serie und um die letzte Serie für den Sockel 775 (Desktops) bzw. Sockel P (Notebooks).

## Beschreibung
Als erster Chip der Intel-4-Serie wurde am 4. März 2008 auf der CeBIT in Hannover der X48-Chipsatz vorgestellt. Allerdings handelt es sich beim X-48 um eine Neuauflage des X38-Chipsatzes, welchem die offizielle Unterstützung von DDR3-1600 und einem Front Side Bus von 1600 MHz hinzugefügt wurde. Letzteres ist notwendig für den Betrieb des Core 2 Extreme QX9770 Prozessors, welcher offiziell nur auf einem X48-Chipsatz verwendet werden kann. Dadurch, dass der X48 noch den Bearlakekern verwendet, handelt es sich um den einzigen Chipsatz der Intel-4-Serie, welcher noch im älteren 90-nm-Verfahren hergestellt wird. Intel wurde für die Namensgebung kritisiert, da aus technischer Sicht die Bezeichnung X39 passender gewesen wäre.
Am 4. Juli 2008 auf der Computex in Taipeh stellte Intel die ersten Eaglelake-Chips, P45 und P43, offiziell vor. Dabei handelte es sich um die ersten Mainboard-Chipsätze von Intel, welche im 65-nm-Fertigungsprozess hergestellt wurden. Der P45 und P43 ersetzte den P35 und P31 der Vorgängergeneration und führt die Unterstützung von PCI-Express 2.0 erstmals im Mainstreamsektor ein. Intel erhöhte den maximalen Speicherausbau von 8 auf 16 GB und setzte als Southbridge die neue ICH10 ein. Auf dem P45 wurde die bis dahin für den High-End-Sektor vorbehaltenen Features „Extreme Memory Profile“ (XMP) und „Intel Extreme Tuning“ eingeführt.

## Modellübersicht
| Chipsatz | Marktsegment         | Offizieller Launch | Codename     | Fertigungs- prozess | Southbridge               | Systembus                    | TDP    | Maximaler Speicherausbau | Speicher- unterstützung                   | PCI- Express | Integrierte Grafikeinheit |
| -------- | -------------------- | ------------------ | ------------ | ------------------- | ------------------------- | ---------------------------- | ------ | ------------------------ | ----------------------------------------- | ------------ | ------------------------- |
| G41      | Low-End-Desktops     | Q3 2008            | Eaglelake-G  | 65 nm               | ICH7                      | 1333 / 1066 / 800 MHz        | 24 W   | 8 GB RAM                 | DDR2-667/800 DDR3-800/1066                | 1.1          | GMA X4500                 |
| G43      | Mainstream-Desktops  | Q2 2008            | Eaglelake-G  | 65 nm               | ICH10 / ICH10R            | 1333 / 1066 / 800 MHz        | 24 W   | 16 GB RAM                | DDR2-667/800 DDR3-800/1066                | 2.0          | GMA X4500                 |
| G45      | Mainstream-Desktops  | Q2 2008            | Eaglelake-G+ | 65 nm               | ICH10 / ICH10R            | 1333 / 1066 / 800 MHz        | 24 W   | 16 GB RAM                | DDR2-667/800 DDR3-800/1066                | 2.0          | GMA X4500HD               |
| P43      | Mainstream-Desktops  | Q2 2008            | Eaglelake    | 65 nm               | ICH10 / ICH10R            | 1333 / 1066 / 800 MHz        | 22 W   | 16 GB RAM                | DDR2-667/800 DDR3-800/1066                | 2.0          | keine                     |
| P45      | Mainstream-Desktops  | Q2 2008            | Eaglelake-P  | 65 nm               | ICH10 / ICH10R            | 1333 / 1066 / 800 MHz        | 22 W   | 16 GB RAM                | DDR2-667/800/1066 DDR3-800/1066/1333      | 2.0          | keine                     |
| Q43      | Business-Desktops    | Q3 2008            | Eaglelake-Q  | 65 nm               | ICH10 / ICH10R / ICH10D   | 1333 / 1066 / 800 MHz        | 17 W   | 16 GB RAM                | DDR2-667/800 DDR3-800/1066                | 2.0          | GMA X4500                 |
| Q45      | Business-Desktops    | Q3 2008            | Eaglelake-Q+ | 65 nm               | ICH10 / ICH10R / ICH10-DO | 1333 / 1066 / 800 MHz        | 17 W   | 16 GB RAM                | DDR2-667/800 DDR3-800/1066                | 2.0          | GMA X4500                 |
| X48      | High-End-Desktops    | Q1 2008            | Bearlake-X+  | 90 nm               | ICH9 / ICH9R / ICH9-DH    | 1600 / 1333 / 1066 / 800 MHz | 30,5 W | 8 GB RAM                 | DDR2-667/800/1066 DDR3-800/1066/1333/1600 | 2.0          | keine                     |
| GL40     | Business-Notebooks   | Q3 2008            | Cantiga      | 65 nm               | ICH9-M                    | 667 MHz                      | 12 W   | 4 GB RAM                 | DDR2-667 DDR3-667                         | keine        | GMA X4500M                |
| GM45     | Mainstream-Notebooks | Q3 2008            | Cantiga      | 65 nm               | ICH9-M / ICH9-EM          | 1066 / 800 / 667 MHz         | 12 W   | 8 GB RAM                 | DDR2-667/800 DDR3-667/800/1066            | keine        | GMA X4500MHD              |
| GS45     | Mainstream-Notebooks | Q3 2008            | Cantiga      | 65 nm               | ICH9-M                    | 1066 / 800 MHz               | 12 W   | 8 GB RAM                 | DDR2-667/800 DDR3-667/800/1066            | keine        | GMA X4500MHD              |
| PM45     | High-End-Notebooks   | Q3 2008            | Cantiga      | 65 nm               | ICH9-M / ICH9-EM          | 1066 / 800 / 667 MHz         | 7 W    | 8 GB RAM                 | DDR2-667/800 DDR3-667/800/1066            | 1.1          | keine                     |

## Grafikprozessor
| Grafikkern   | Chipsatz- Integration | Pipelines bzw. Shaderprozessoren | DirectX/ OpenGL | Pixel Shader | Vertex Shader | Taktrate (MHz) | max. Speicher (MB) |
| ------------ | --------------------- | -------------------------------- | --------------- | ------------ | ------------- | -------------- | ------------------ |
| GMA X4500    | G41, G43, Q43, Q45    | 10                               | 10.0 / 2.0      | 4.0          | 4.0           | 533            | 384                |
| GMA X4500HD  | G45                   | 10                               | 10.0 / 2.0      | 4.0          | 4.0           | 800            | 384                |
| GMA X4500M   | GL40                  | 10                               | 10.0 / 2.0      | 4.0          | 4.0           | 400            | 384                |
| GMA X4500MHD | GS45, GM45            | 10                               | 10.0 / 2.0      | 4.0          | 4.0           | 320–533        | 384                |